# Kaspars Dubra
Kaspars Dubra (Riga, 1990. december 28. –) lett válogatott labdarúgó, aki jelenleg a Olekszandrija játékosa.

## Pályafutása
7 évesen került a Skonto Riga ifjúsági csapatába, ahol végigjárta a korosztályos együtteseket. 2007-ben felkerült az első csapatba, de pályára nem lépett. A 2008-as szezonra kölcsönbe került az Olimps csapatához, majd a szerződés lejárta után az új szezonba egy alkalommal nevelő együttesében pályára lépett a bajnokságban. Ezek után újra kölcsönbe került az Olimpshoz. 2011-ben súlyos sérülést szenvedett el. 2012 januárjában az angol Wolverhampton Wanderers csapatával tárgyalt, de a menedzsere nem tudott mindenben megegyezni a klub képviselőivel.
2012-ben aláírt a lengyel Polonia Bytom klubjához, ahol 4 mérkőzés lépett pályára. Júniusban felbontotta szerződését a klubbal. Egy hónappal később csatlakozott a Ventspilshez, ahol bajnok -és kupagyőztes lett. A kupadöntőben a Metalurgs ellen gólt szerzett. 2015 februárjában aláírt a fehérorosz BATE Bariszavhoz, itt kétszer nyerte meg a bajnokságot.
2010. november 17-én debütált a felnőtt válogatottban a kínai labdarúgó-válogatott elleni felkészülési mérkőzésen. 2016. március 29-én a gibraltári labdarúgó-válogatott ellen első gólját szerezte meg.

## Sikerei, díjai

### Klub
- Skonto Riga
  - Lett bajnok: 2010
  - Balti-liga: 2010–11
- Ventspils
  - Lett bajnok: 2013, 2014
  - Lett kupa: 2012–13
- BATE Bariszav
  - Fehérorosz bajnok: 2015, 2016
  - Fehérorosz kupa: 2014–15
  - Fehérorosz szuperkupa: 2015, 2016

### Válogatott
- Lettország
  - Balti kupa: 2014